# Fernville
Fernville est une census-designated place située dans le comté de Columbia, dans l’État de Pennsylvanie, aux États-Unis. Lors du recensement de 2020, elle compte 481 habitants.